# Église San Giovanni dei Battuti de Murano
L'église San Giovanni dei Battuti (église Saint-Jean des Flagellants; vén.: San Zuanne dei Batudi) fut une église catholique de Venise, en Italie.

## Localisation
L'église San Giovanni fut située sur l'île de Murano, le long du canale San Giovanni et son quai occidental, le Fondamenta San Giovanni dei Battuti.

## Historique

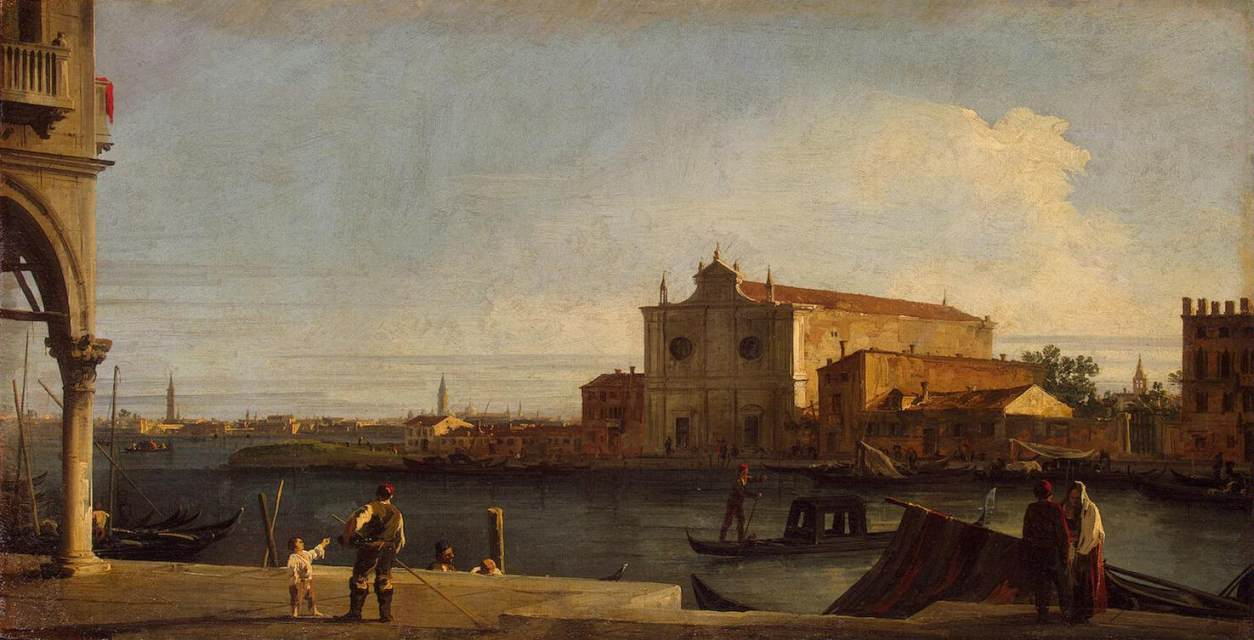
Le complexe des flagellants d'après une peinture de Canaletto (1727)

À sa mort, le marchand florentin Ser Orsolino (Chersolin) lègue par testament du 8 juin 1337 à Ser Giovanni degli Ubbriachi (ou Ubriati) dix mille livres, pour construire un hôpital pour les pauvres nommé d'après saint Jean-Baptiste. Orsolino vivait à Venise, dans la paroisse de Santa Maria Formosa, et exigea que le patronage de l'hôpital soit accordé à sa famille immédiate. Le bâtiment, sous la direction du prieur florentin Massimo Belligotti (Belligratis ou Belligatti), proche parent du donneur décédé. 
Ce complexe, comprenant un hôpital, une Scuole et une église a été érigé en 1338 sur l'île de Murano, pour des raisons inconnues. Le terrain pour la construction du bâtiment se situait près du lago di San Basilio (maintenant canale di San Giovanni) et appartenait à l'église de Santa Maria et Donato, bien que la compétence fut de la paroisse de Santo Stefano.
Les recteurs pieux ont été confirmées par les évêques de Torcello. Belligotti avait demandé une permission en 1341 à l'évêque de Torcello, Giovanni Morosini, pour ériger un autel dans cette propriété de bienfaisance pour les patients incapables de se déplacer. Il fut accordé et dédié à Saint-Démétrius martyr. D'autre part, le prieur accorda le 6 août 1348 l'autorisation à la confrérie toute proche des Fragia dei Battuti (fraternité des flagellants), avec siège dans une petite chapelle dédiée à Saint-Victor martyr, d'entrer à l'hôpital afin de remplir leur mission de charité pour les pauvres. Hôpital et Fragia se sont ainsi unis sous la protection de San Giovanni Battista.
La Fraternité agrandit le complexe avec un bâtiment avec une grande salle et un hôpital de pauvres au rez-de-chaussée et trois locaux au-dessus pour le Prieur. 
Dans un de ces locaux, on construisit un autel dédié à San Vittore. Le tout fut financé par la Scuola par pacte rendu officiel en 1350 : l'autel de San Demetrio passa à la Fragia Battuti, l'autre dédiée à San Vittore, passa à l'hôpital pieux. Entretemps, l'hôpital fut changé en Hospice pour les pèlerins. Le bâtiment fut achevé en 1357.
En 1365, le prieur accorda à la Scuola un portion de terre pour ériger un cimetière à l'usage des Frères et l'utilisation de la sacristie de l'hôpital comme emplacement pour les réunions du Chapitre. 
En 1436, s'arrêta la descendance d'Orsolino et aussi le patronage de l'hôpital passa à l'ancienne Guilde (fraglia), avec l'aval du Conseil des Dix, qui en 1466 décréta la fusion avec la des Battuti avec les scuole grandi vénitiennes, leur permettant ainsi de jouir de droits et privilèges étendus.
En 1516 a commencé la construction d'une nouvelle église, également dédiée à saint Jean-Baptiste, et école, hospice et oratoire furent restaurés. 
En 1569, le grand bâtiment (avec des références stylistiques aux savants du XIXe siècle attribués à Sansovino ou Lombardo) a été achevé, d'après les préceptes architecturaux des scuole grandi.
L'œuvre de Canaletto, L'Église San Giovanni dei Battuti sur l'île de Murano datée de 1725-1728 permet de s'imaginer ce monument. Le tableau est aujourd'hui conservé au Musée de l'Ermitage  à Saint-Pétersbourg.
En 1806, les fraternités furent supprimées; l'église put encore survivre pendant quelques années. En octobre 1813, les bâtiments furent affectés à la garde de bovins vivants et pour stocker d'autres types d'approvisionnement en vue d'un siège. Tout le contenu d'origine fut perdu, volé, détruit. La destruction totale des bâtiments commença en 1837. Il n'en reste que des œuvres d'art dont le magnifique ensemble de boiseries qui ornait la salle capitulaire de la confrérie des flagellants (Battuti), maintenant dans la sacristie de l'Église San Pietro Martire.